# Filadèlfa de Gerda
Filadèlfa de Gerda (Philadelphe de Gerde en francés) (Banios, Francia, 1871 - Gerde, Francia, 1952), de verdadero nombre Claude Duclos, fue una escritora francesa en occitano.

## Biografía
Nacida en 1871 en Banios, en los Altos Pirineos, la autora tomó como seudónimo Filadèlfa de Gerda en referencia al pueblo donde pasó una parte esencial de su vida, Gerde, cerca de Bagnères-de-Bigorre. Bigourdan publicó sus primeros poemas, firmados como Filadèlfa, en L'Avenir, un periódico local. Invitada por Frédéric Mistral a las fiestas de Santa-Estelle en Carcasona en mayo de 1893, fue aclamada por los félibres. Marius André, poeta provenzal, le dedicó un poema de amor La Glòri D'Esclarmoundo (Fraire Seguin, 1894) ; pero ella decidió casarse con Gaston Réquier en 1905 en Niza. En 1899 fue laureada en los juegos florales del Félibre. Durante la Santa-Estelle de Pau (mayo de 1901), decidió consagrarse a preservar su lengua. Se retiró junto a su marido, con quien pasó sus inviernos en Provenza donde compuso los Cantos en Dò, cantos de duelo y de cólera.
En 1909, como consecuencia de varios incidentes (dimisión del capoulié Pierre Dévoluy y la intervención de Filadèlfa para hacer elegir a Valère Bernard) funda L'estello, periódico de expresión occitana. En 1911 su marido deja de financiar el periódico. Abandonó el Félibre y se acercó a la Acción francesa, que compartía sus ideales católicos y regionalistas. Bernadeto es un poema de agradecimiento a Nuestra Señora de Lourdes. Filadèlfa de Gerda fomentó su apego al nacionalismo occitano, viajando por el sudeste y creando la "Ligue Guyenne et Gascogne". Animó la "Frairia ded Desvelh" y el grupo "Nous-Auti", promoviendo los trajes, bailes, cantos y costumbres regionales. Sin embargo no rompió relaciones con el Félibre. En 1924, la Academia de los Juegos Florales le otorgó la maestría en letras. El 30 de abril de 1925, en el Capitol de Toulouse, declamó en lengua de oc L'Éloge de Clémence Isaure. La recuperación del contacto con los félibres le ayudó a mejorar la ortografía de sus poemas según los principios de "l'Escôla Occitana".
En 1930 murió su marido, pero no dejó de recorrer la región hasta en 1939. A partir de la muerte de su esposo llevaba capoulet negro de bigordano en señal de duelo por la lengua y las costumbres de Bigorra. Su última aparición fue en mayo de 1950 en Toulouse, coincidiendo con las fiestas de la Santa-Estelle, y fue un triunfo; fue organizada por la Academia de los Juegos Florales y el Félibre. Murió el 22 de agosto de 1952.

## Obras
- Posos perdudos (La Provincia, 1892)
- Brumos de autono (Joseph Roumanille, Aviñón 1893)
- Trilogía de los Cantos 
  - Cantas d'azur (1897) coronado en 1899 por la Academia de los Juegos Florales.
  - Cantas d'eisil (1902)
  - Cantas en do (Mâcon, Protat hermanos 1909)
- Bernadeto (Bernadeta (Édouard Privat, Toulouse 1909 ; Henri Didier, Apuestas 1934)
- Eds crids (Édouard Privat, Toulouse 1930)
- Eux... ou la Bigorre en ce temps-là (Édouard Privat/Henri Didier, 1934)
- Le Message de Mistral ; avant-propos L'escolo Deras Pireneos, 1941)
- Se canti quand canti (1949) Leer en línea
  - Les épousailles : Scène chorale à 5 voix mixtes ; músicade F. de La Tombelle ; poema de Filadèlfa de Gerda L'Orphéon A. Fougeray, Paris

## Reconocimientos póstumos
- Joseph Salvat edita Philadelphe de Gerde (Privat, 1963)
- La asociación "Eths Amics de Filadèlfa de Yerda" (Bagnères-de-Bigorre) perpetua su recuerdo.
- Una calle de Toulouse, y el liceo profesional de Pessac en Gironda llevan su nombre.